# Rondeletia linearisepala
Rondeletia linearisepala là một loài thực vật có hoa trong họ Thiến thảo. Loài này được Alain miêu tả khoa học đầu tiên năm 1960.